# McLaren MP4/13
McLaren MP4/13 – samochód Formuły 1, zaprojektowany przez Adriana Neweya dla zespołu McLaren na sezon 1998. Kierowcami zespołu byli Mika Häkkinen oraz David Coulthard natomiast kierowcą testowym był Nick Heidfeld. Głównym sponsorem była firma tytoniowa West. Samochód był napędzany silnikiem Mercedes FO110G.
W porównaniu do poprzedniego sezonu samochód MP4/13 był najszybszym w stawce. Bolid ten zdominował inauguracyjny wyścig w Grand Prix Australii, gdzie wygrał Mika Häkkinen a na drugim miejscu był David Coulthard. Podobnie też było podczas Grand Prix Brazylii. W całym sezonie Mika Häkkinen wygrał osiem wyścigów i z liczbą 100 punktów został Mistrzem Świata. David Coulthard tylko raz stanął na najwyższym stopniu podium - w GP San Marino i został sklasyfikowany na trzecim miejscu z 56 punktami. McLaren z przewagą 23 punktów wygrała klasyfikację konstruktorów przed Ferrari i Williamsem.
Samochód zdobył nagrodę "Samochód Wyścigowy Roku" tygodnika Autosport.

## Wyniki
| Legenda oznaczeń w tabelach wyników Wyświetl szablon na nowej stronie | Legenda oznaczeń w tabelach wyników Wyświetl szablon na nowej stronie                                                                     |
| Oznaczenie                                                            | Wyjaśnienie |
| --------------------------------------------------------------------- | --- |
| Złoty                                                                 | Zwycięzca lub mistrzostwo |
| Srebrny                                                               | 2. miejsce lub wicemistrzostwo |
| Brązowy                                                               | 3. miejsce lub II wicemistrzostwo |
| Zielony                                                               | Ukończył, punktował (w klasyfikacji generalnej, gdy zdobył co najmniej jeden punkt na przestrzeni sezonu, poza trzema powyższymi opcjami) |
| Niebieski                                                             | Ukończył, nie punktował (w klasyfikacji generalnej, gdy nie zdobył co najmniej jednego punktu na przestrzeni sezonu)                      |
| Czerwony                                                              | Nie zakwalifikował się (NZ) |
| Czerwony                                                              | Nie prekwalifikował się (NPK) |
| Różowy                                                                | Nie ukończył (NU) |
| Różowy                                                                | Niesklasyfikowany (NS) (w klasyfikacji generalnej, gdy nie został sklasyfikowany w żadnym wyścigu sezonu)                                 |
| Czarny                                                                | Zdyskwalifikowany (DK) |
| Czarny                                                                | Wykluczony (WYK/EX) |
| Biały                                                                 | Nie wystartował (NW) |
| Biały                                                                 | Kontuzjowany (K/INJ) |
| Biały                                                                 | Wyścig odwołany (OD/C) |
| Bez koloru                                                            | Został wycofany (WYC/WD) |
| Bez koloru                                                            | Nie przybył (NP/DNA) |
| Bez koloru                                                            | Nie brał udziału w treningach (NT/DNP) |
| Bez koloru                                                            | Nie został zgłoszony (–) |
| Pogrubienie                                                           | Start z pole position |
| Kursywa                                                               | Najszybsze okrążenie wyścigu |
| †                                                                     | Nie ukończył, ale jego rezultat został zaliczony ze względu na przejechanie więcej niż 90% dystansu wyścigu.                              |
| *                                                                     | Sezon w trakcie |
| 1/2/3                                                                 | Punktowana pozycja w sprincie kwalifikacyjnym                                                                                             |
| Lista systemów punktacji Formuły 1                                    | |

| Sezon | Zespół  | Silnik   | Opony | Kierowcy        | 1   | 2   | 3   | 4   | 5   | 6   | 7   | 8   | 9   | 10  | 11  | 12  | 13  | 14  | 15  | 16  | Wyniki kierowców | Wyniki kierowców | Wyniki konstruktora | Wyniki konstruktora |
| ----- | ------- | -------- | ----- | --------------- | --- | --- | --- | --- | --- | --- | --- | --- | --- | --- | --- | --- | --- | --- | --- | --- | ---------------- | ---------------- | ------------------- | ------------------- |
| 1998  | McLaren | Mercedes | B     |                 | AUS | BRA | ARG | SMR | ESP | MCO | CND | FRA | GBR | AUT | DEU | HUN | BEL | ITA | LUX | JPN | Punkty           | Pozycja          | Punkty              | Pozycja             |
| 1998  | McLaren | Mercedes | B     | David Coulthard | 2   | 2   | 6   | 1   | 2   | NU  | NU  | 6   | NU  | 2   | 2   | 2   | 7   | NU  | 3   | 3   | 56               | 3                | 156                 | 1                   |
| 1998  | McLaren | Mercedes | B     | Mika Häkkinen   | 1   | 1   | 2   | NU  | 1   | 1   | NU  | 3   | 2   | 1   | 1   | 6   | NU  | 4   | 1   | 1   | 100              | 1                | 156                 | 1                   |